# Lizard Point (Cornwall)
Lizard Point i Cornwall, England, er den sydligste del af Lizard halvøen er det sydligste punkt på det engelske fastland, (Englands sydligste punkt er beliggende på Isles of Scilly).
Den lille landsby Landewednack er beliggende ca. 0,8 kilometer fra Lizard Point medens det større samfund Helston ligger 18 kilometer mod nord.
Lizard Point er for mange skibe startpunktet for deres sejlads over Atlanterhavet og er kendt som et farligt område for søfarten.
Der er etableret et fyrtårn på Lizard Point.

## Ekstern henvisning
- The Lizard Arkiveret 19. august 2009 hos  Wayback Machine

49°57′58″N 5°12′07″V / 49.9661°N 5.2019°V